# Пуркерень (Брашов)
Пуркерень, Пуркерені (рум. Purcăreni) — село у повіті Брашов в Румунії. Входить до складу комуни Терлунджень.
Село розташоване на відстані 136 км на північ від Бухареста, 14 км на схід від Брашова.

## Населення
За даними перепису населення 2002 року у селі проживали 1427 осіб.
Національний склад населення села:
| Національність | Кількість осіб | Відсоток |
| -------------- | -------------- | -------- |
| румуни         | 859            | 60,2%    |
| угорці         | 554            | 38,8%    |
| цигани         | 14             | 1,0%     |

Рідною мовою назвали:
| Мова      | Кількість осіб | Відсоток |
| --------- | -------------- | -------- |
| румунська | 876            | 61,4%    |
| угорська  | 551            | 38,6%    |